# Långelanda landskommun
Långelanda landskommun var en tidigare kommun i dåvarande  Göteborgs och Bohus län.

## Administrativ historik
När 1862 års kommunalförordningar började gälla inrättades över hela landet cirka 2 400 landskommuner, de flesta bestående av en socken. Därutöver fanns 89 städer och 8 köpingar, som då blev egna kommuner. Denna kommun bildades då i Långelanda socken i Orusts östra härad i Bohuslän.
Vid kommunreformen 1952 uppgick kommunen i Myckleby landskommun som 1962 uppgick i Östra Orusts landskommun, som 1971 uppgick i Orusts kommun.

## Politik

### Mandatfördelning i Långelanda landskommun 1946
| 7 | 6 | 7 |

| 20 |